# Четена Раван
Четена Раван (словен. Četena Ravan) — поселення в общині Гореня вас-Поляне, Горенський регіон, Словенія. Висота над рівнем моря: 895 м.